# 鄭宗弦

（1969年07月11日—），兒童與青少年文學作家。生於台灣嘉義縣新港鄉，國立中興大學農業推廣教育研究所畢業，現除從事兒童與青少年文學寫作外，亦為陳平國小教師。鄭宗弦曾經獲得首獎、陳國政兒童文學獎首獎、金鼎獎推薦獎等文學獎項。著作有：《媽祖回娘家》、《鄭宗弦的生命教育》、《豬頭小偵探》、《快樂點心人》、《來自星星的小偵探》、《穿越故宮大冒險》、《少年廚俠》、《少年總鋪師》等系列，總計數十本書籍。現在也開始拍攝頻道「鄭宗弦的美食與故事 （页面存档备份，存于）」

## 獲獎紀錄
鄭宗弦曾經獲得陳國政兒童文學獎首獎、金鼎獎推薦獎等文學以及九歌現代少兒文學獎第一名、第二名、第三名與佳作等獎項。